# Abonuteichos
Abonuteichos (Άβώνου τειχος) war eine antike Küstenstadt in der kleinasiatischen Landschaft Paphlagonien (heute İnebolu in der Türkei).

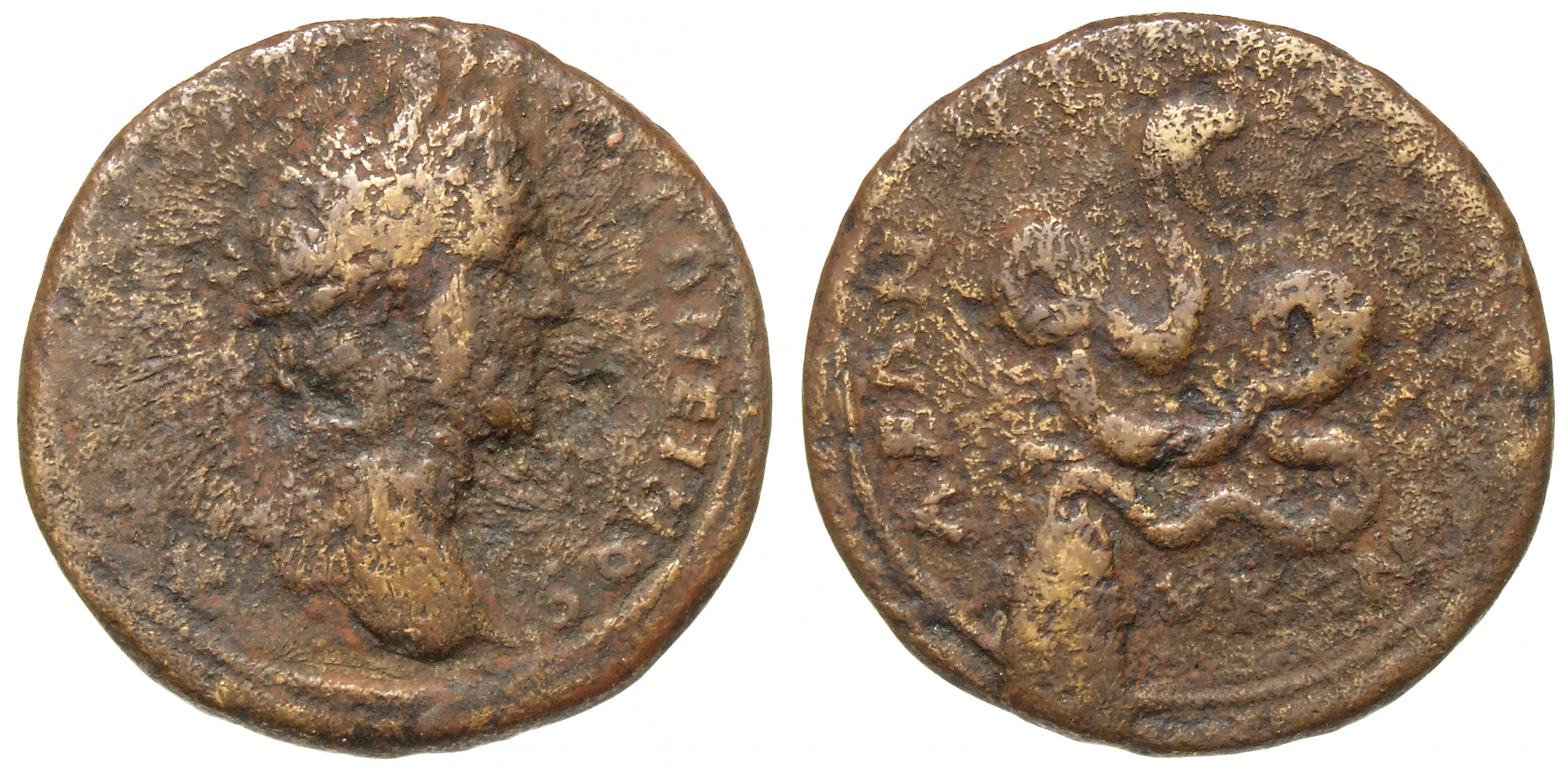
Münze aus Abonuteichos; Avers: Antoninus Pius, Revers: die Schlange Glykon; damit Datierung in die Regierungszeit des Antoninus Pius (138–161) aber nach der Kultgründung durch Alexandros (um 150); Münzkabinett Berlin 2363794

Über die Etymologie des Namens und die Anfänge der Stadt ist nichts bekannt. Seit der Zeit Kaiser Trajans war Abonuteichos eine Polis. Zunächst gehörte die Stadt zur römischen Teilprovinz Pontus, seit Mark Aurel, als sie auch den Namen Ionopolis führte, zur Provinz Galatia. Auf ein spätantikes Bistum der Stadt geht das Titularbistum Ionopolis der römisch-katholischen Kirche zurück.
Alexandros von Abonuteichos gründete hier in der Mitte des 2. Jahrhunderts n. Chr. das Orakel des Neos Asklepios, der Schlange Glykon. Durch Alexandros’ Beziehungen nach Rom konnte er die Umbenennung der Stadt in Ionopolis (davon der heutige Name Inebolu) und die Erlaubnis zur Prägung eigener Münzen mit dem Bildnis der Schlange erreichen. Besondere Bekanntheit erreichte die Stadt durch ein Pamphlet Lukians gegen Alexandros. Wegen der ungünstigen Hafenlage konnte die Stadt nur ein kleines Territorium erreichen, wohl nur bis zu den Küre Dağları im Süden. Dem entgegengesetzt konnte sich der Kult in einem Raum zwischen Donau und Syrien ausbreiten.
Reste römischer Bauwerke und Inschriften sind nur noch spärlich vorhanden.